# クリスマス・プリンス: ロイヤルベイビー
『クリスマス・プリンス: ロイヤルベイビー』（原題：A Christmas Prince: The Royal Baby）は、2019年制作のアメリカ合衆国のロマンティック・コメディ映画。
『クリスマス・プリンス: ロイヤル・ウェディング』の続編で、『クリスマス・プリンス』シリーズの第3作。2019年12月5日にNetflixで配信。

## キャスト
※括弧内は日本語吹替。
- ローズ・マクアイヴァー - アンバー女王（うえだ星子）
- ベン・ラム - リチャード王（福田賢二）
- アリス・クリーグ - ヘレナ皇太后（一城みゆ希）
- オナー・ニーフシー - エミリー王女（種市桃子）
- サラ・ダグラス - ミセス・アヴェリル（はやみけい）
- テオ・デヴァニー - サイモン（阪口周平）
- ジョン・グエラシオ - アール・ルディ（楠見尚己）
- アンディ・ルーカス - ミスター・ザバラ（中博史）
- サイモン・ダットン - レオポルド卿（仲野裕）
- カタリーナ・キャス - イヴァナ料理長（志田有彩）
- リチャード・アシュトン - ミスター・リトル（高瀬右光）
- ラージ・バジャージ - サヒール（烏丸祐一）
- タヒラ・シャリフ - メリッサ（種市桃子）
- ジョエル・マクヴァー - アンディ（岩城泰司）
- ビリー・エンジェル - トム・クィル
- ケヴィン・シェン - タイ（時永洋）
- モモ・イェン - ミン（織部ゆかり）
- クリスタル・ユー - リン（藤田奈央）